# Mieczysław Halka Ledóchowski
Mieczysław Halka-Ledóchowski (29 de outubro de 1822 - 22 de julho de 1902) nasceu em Górki (perto de Sandomierz) na Polônia controlada pelos russos  filho do Conde Josef Ledóchowski e Maria Zakrzewska. Era tio de Santa Úrsula Ledóchowska, da Beata Maria Teresia (Theresa) Ledóchowska e do Padre Wlodimir Ledochowski, Superior Geral da Companhia de Jesus

## Início da vida
Nascido em 29 de outubro de 1822, ele recebeu o nome de Mieszko I, o primeiro príncipe cristão da Polônia.  Depois de estudar em Radom, aos dezenove anos, ingressou no seminário de Varsóvia dirigido pelos Missionários de São Vicente de Paulo. Ele então estudou na Pontifícia Universidade Gregoriana em Roma e ingressou na Pontifícia Academia Eclesiástica para se preparar para trabalhar no corpo diplomático da Santa Sé. Ledóchowski foi ordenado sacerdote em 13 de julho de 1845. Obteve dois doutorados, em teologia e direito civil e canônico.

## Carreira diplomática
Padre Ledóchowski tornou-se prelado doméstico do Papa Pio IX em 1846, e em 1847 auditor da nunciatura papal em Lisboa. Em 1857 tornou-se delegado papal em Bogotá para uma área que abrangia a atual Colômbia, Venezuela, Equador, Peru e Bolívia. Em 1861, foi nomeado arcebispo titular de Tebas e núncio papal em Bruxelas. 

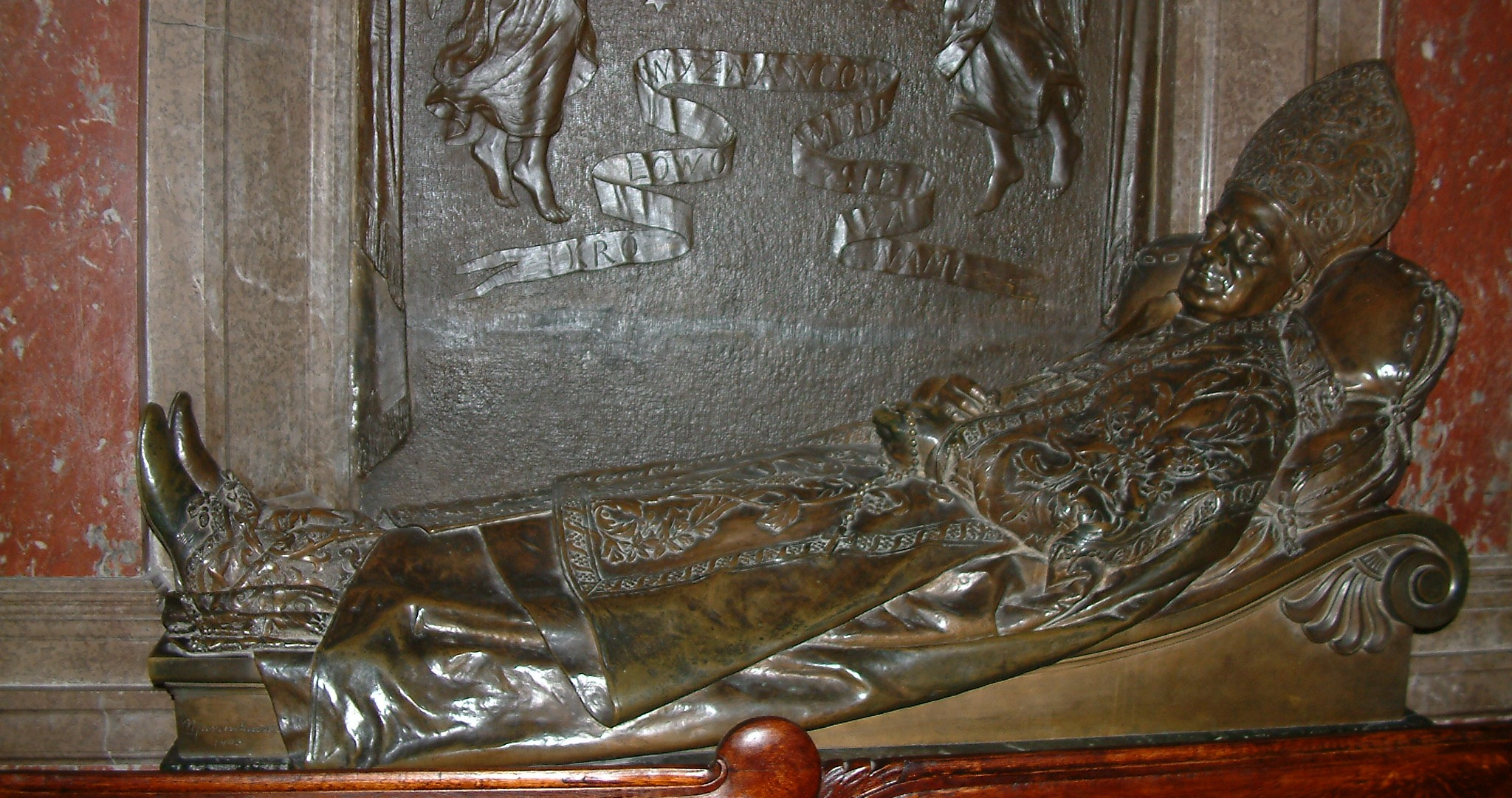
Tomb of Cardinal Ledóchowski in Túmulo do Cardeal Ledóchowski na Basílica Archcathedral de São Pedro e São Paulo, Poznań

## Primaz
Depois de regressar à Polónia em 1864, foi nomeado coadjutor com direito de sucessão ao primaz Leon Przyłuski, e dois anos mais tarde, com a morte de Przyłuski, apesar da oposição das autoridades prussianas, foi nomeado arcebispo de Gniezno e arcebispo de Poznań, (ambos cidades então parte da província prussiana de Posen ). 
Em 1873, o governo prussiano iniciou a implementação de políticas Kulturkampf contra a Igreja Católica Romana, bem como a cultura polonesa (usando a língua polonesa em particular). Na sequência, o governo prussiano proibiu o uso do polonês na instrução na província de Posen. O arcebispo Ledóchowski protestou urgentemente contra essa ordem e, finalmente, emitiu uma circular ordenando que os professores de religião das instituições de ensino superior usassem o alemão em seus ensinamentos para as classes mais altas, mas preservassem o polonês em seus ensinamentos para as classes mais baixas. 
Os instrutores religiosos seguiram obedientemente a ordem do arcebispo e foram posteriormente depostos pelo governo prussiano. A recusa de Ledóchowski em ceder o controle dos seminários de Gniezno e Poznan às autoridades prussianas acabou levando ao seu fechamento.  Após repetidas multas por atividades ilegais, o governo exigiu a renúncia de Ledóchowski. O arcebispo respondeu que nenhum tribunal temporal poderia privá-lo de um cargo que lhe foi concedido por Deus, e ele foi preso na prisão Ostrów Wielkopolski em fevereiro de 1874. 
Em março de 1875, o Papa o nomeou Cardeal. Ledóchowski foi libertado e banido e, posteriormente, governou sua sede de Roma por meio de emissários secretos. No final de sua vida, ele começou a ter sérios problemas de visão devido a catarata. Renunciou em 1885. Em 1892 tornou-se Prefeito da Congregação para a Evangelização dos Povos, cargo que ocupou até sua morte,  em 22 de julho de 1902.